# Гречухина, Мария Яковлевна
Мария Яковлевна Гречухина (1909, Троицкое, Семиреченская область — неизвестно) — советская колхозница. Герой Социалистического Труда (1948).

## Биография
Мария Гречухина родилась в 1909 году в селе Троицкое Пишпекского уезда Семиреченской области Туркестанского края (сейчас Сокулук Сокулукского района Чуйской области Кыргызстана).
В 1933 году вступила в местное товарищество по совместной обработке земли, затем преобразованное в колхоз имени Крупской (с 1957 года имени 21-го партсъезда). Впоследствии возглавила звено полеводов, занимавшихся выращиванием сахарной свёклы и постоянно повышавших её урожайность.
В ходе 4-й пятилетки (1946—1950) дважды была награждена орденами.
В 1947 году звено Гречухиной с 2 гектаров собрало сахарной свёклы при урожайности 829,5 центнера с гектара.
26 марта 1948 года Указом Президиума Верховного Совета СССР за получение высоких урожаев пшеницы, хлопка, сахарной свёклы в 1947 году получила звание Героя Социалистического Труда с вручением ордена Ленина и золотой медали «Серп и Молот».
В дальнейшем звено Гречухиной постоянно демонстрировало высокие урожаи — до 600 центнеров с гектара.
Проработав в колхозе 25 лет, вышла на пенсию. С 1968 года была персональным пенсионером союзного значения.
Жила в Сокулуке.
Дата смерти неизвестна.
Награждена орденами Ленина (26 марта 1948), Трудового Красного Знамени (28 февраля 1946), Красной Звезды (9 июня 1947), медалями. Отличник социалистического сельского хозяйства СССР (1935).